# Matt
Matt Rose（マットローズ、1994年7月18日 - ）は、日本の音楽家、ブライダルモデル、タレントである。東京都世田谷区出身。有限会社Life is Art所属。本名：桑田 将司（くわた まさし）。父は元プロ野球選手の桑田真澄。兄は独立リーグに所属していた元プロ野球選手の桑田真樹。叔父はプロゴルファーの桑田泉。

## 来歴
桑田真澄の次男として誕生。

### 音楽活動
7歳の時、父が肘のリハビリのために弾いていたピアノの影響を受け、音楽（ピアノとヴァイオリン）を始める。
中学校に進学すると音楽活動に専念するようになり吹奏楽部に入部。ドラムセット・フルート・アルト・サクソフォーン・コントラバスを担当。楽器推薦で進学した堀越高等学校でも同様に吹奏楽部に所属し、アルトサックスを担当。3年次は部長となり、アルト・サクソフォーン・ソプラノ・サクソフォーンを担当。団長として参加した「第52回東京都高等学校吹奏楽コンクール」で金賞を獲得した。
高校卒業後は桜美林大学芸術文化学群・音楽専修に進学。
2020年9月30日より、音楽活動時のアーティスト名をMatt Rose（マット ローズ）へ改名。

### モデル・タレント活動
大学1年生の時にブライダルモデルとして活動を始める。2017年頃から「桑田真澄の息子」であることを明かし、テレビのバラエティ番組にも出演するようになる。下記のCM以外でも父と共演している。

## 人物
大韓民国の首都ソウル特別市を訪問中の2022年10月29日、梨泰院に向けて移動する直前に訪問先での雑踏事故を知りキャンセル。自身は難を逃れたものの、150人以上が死亡する惨事となったことを受け事故前日に訪問した梨泰院の写真とともに追悼のコメントをInstagramに投稿している。

### 美容・メイク
美容フリークとして知られる。Matt化と呼ばれるメイクが話題となっており、「BESTCOSMETICS AWARDS 2019」で「最もニュースな美容人2019」として表彰された。2020年4月21日、日本テレビ系『超踊る！さんま御殿』に出演した際、独特なメイクが父の桑田真澄に公認されていることを明かした。
2021年10月29日、企画・プロデュースをしたトータルビューティブランド「EMROSÉ（エムロゼ）」をリリース。
化粧だけではなく、タトゥーの施術の一種であるアートメイクを眉に施したり、唇にヒアルロン酸を注入するプチ整形を行っていることを公表している。

### 野球
プロ野球選手である父の「野球をやれば体力作りのみならず、礼儀、努力、仲間との協力など全てを学べる」という考えのもと、小学生になると野球を始める。本人はあまり乗り気ではなかったが、「小学校卒業までは続けなさい。その代わり卒業したら自分の好きな事をしていい。」と父に諭される。言われた通り6年間続け、卒業を迎えるとすぐ野球をやめ音楽に専念する意思を父に告げる。父としては6年やれば野球が好きになり、卒業しても続けるのではと期待していたが好きなことをやっていいという約束の通り「がんばりなさい」と背中を押した。ちなみに手が大きく、このことを父は「野球向き」と評しており、身内の評価とは言え、野球に向いている資質はあった模様。

## ディスコグラフィ

### 配信楽曲
| 発売日         | タイトル            | 規格                   | 備考 |
| -------------- | ------------------- | ---------------------- | ---- |
| 2019年12月26日 | 予想もつかないStory | デジタル・ダウンロード |      |
| 2020年9月30日  | Unconditional Love  | デジタル・ダウンロード |      |

## 出演

### テレビ番組
- Matt美SALON（2024年1月8日 - 、BSJapanext） - MC[15]
- Matt様のお忍び韓国美容旅（2024年12月25日、BSテレ東）[16]

### CM・広告
- シマダオート（2016年） -　関西ローカルCM。太田夢莉（放映当時NMB48メンバー）、実父桑田真澄と共演
- 有楽製菓「ブラックサンダー」 - ブラックサンダーMATT『狂気！タピオカ大行列 編』『愛憎！テニサー大混乱編』（2019年9月6日 - ）[17]
- ソフトバンク「ワイモバイル」 - 『親子 de ダンス』篇（2019年11月29日 - ）父・桑田真澄と共演。[18]
- マウスコンピューター - ウェブCM『オー!マウス』シリーズ（2020年3月25日 - ）[19]
- アース製薬「アースノーマット」 - 『登場』篇・『窓を開けても』篇・『こどもがいても』篇・『ペットがいても』篇（2020年4月27日 - ） - Matt蚊 役 ※WebCM[20]
- 明治「明治スキンケアヨーグルト 素肌のミカタ」 - 『登場篇』・『モーニングルーティン篇』・『エビデンス篇』（2020年4月7日 - ）※イメージキャラクター[21]
- サントリーフラワーズ「ムーンダスト」（2020年、2021年）※アンバサダー[22][23]
- ファンケル「ディープクリア 洗顔パウダー」『黒の酵素洗顔 毛穴つるつるMattアントワネットな肌へ』篇（2020年7月 - ） - 古川優香と共演
- BASE『1つもあってない聞き間違い Matt篇』（2020年11月 - ） - 香取慎吾と共演
- Uber Eats（2021年9月 - 2022年4月『サイドカー編』、『メイクアップ編』 松嶋菜々子 と共演[24]
- 味覚糖「塩あずきもち」（2022年5月 ‐）[25]
- ダイヤコーポレーション「EMROSÉ（エムロゼ）」（2021年10月 - ） - 自らプロデュースしたコスメブランド[26]
- イシダ（2022年） -　父・桑田真澄と共演[27][28]。

### ミュージックビデオ
- 千賀健永（Kis-My-Ft2）「Buzz」（ヘラヘラ三銃士、パパラピーズ、みきおだと共演）[29]

### 吹き替え
- マッドマックス:フュリオサ（2024年） - ウォーボーイズ 役[30]